# Leucophanes
Leucophanes är ett släkte av bladmossor. Leucophanes ingår i familjen Calymperaceae.
Kladogram enligt Catalogue of Life:
| Leucophanes | \| \| Leucophanes angustifolium \| \| \| \| \| \| Leucophanes candidum \| \| \| \| \| \| Leucophanes glaucum \| \| \| \| \| \| Leucophanes hildebrandtii \| \| \| \| \| \| Leucophanes milleri \| \| \| \| \| \| Leucophanes molleri \| \| \| \| \| \| Leucophanes naumannii \| \| \| \| \| \| Leucophanes octoblepharioides \| \| \| \| \| \| Leucophanes pucciniferum \| \| \| \| \| \| Leucophanes renauldii \| \| \| \| \| \| Leucophanes rodriguezii \| \| \| \| \| \| Leucophanes serratulum \| \| \| \| \| \| Leucophanes seychellarum \| \| \| \| \| \| Leucophanes unguiculatum \| \| \| \| \| \| Leucophanes vitianum \| \| \| \| |
|             | \| \| Leucophanes angustifolium \| \| \| \| \| \| Leucophanes candidum \| \| \| \| \| \| Leucophanes glaucum \| \| \| \| \| \| Leucophanes hildebrandtii \| \| \| \| \| \| Leucophanes milleri \| \| \| \| \| \| Leucophanes molleri \| \| \| \| \| \| Leucophanes naumannii \| \| \| \| \| \| Leucophanes octoblepharioides \| \| \| \| \| \| Leucophanes pucciniferum \| \| \| \| \| \| Leucophanes renauldii \| \| \| \| \| \| Leucophanes rodriguezii \| \| \| \| \| \| Leucophanes serratulum \| \| \| \| \| \| Leucophanes seychellarum \| \| \| \| \| \| Leucophanes unguiculatum \| \| \| \| \| \| Leucophanes vitianum \| \| \| \| |
|             | Arthrocormus |
|             | |
|             | Calymperes |
|             | |
|             | Calymperopsis |
|             | |
|             | Exodictyon |
|             | |
|             | Exostratum |
|             | |
|             | Mitthyridium |
|             | |
|             | Syrrhopodon |
|             | |
|             | Thyridium |
|             | |
|             | Leucophanes angustifolium |
|             | |
|             | Leucophanes candidum |
|             | |
|             | Leucophanes glaucum |
|             | |
|             | Leucophanes hildebrandtii |
|             | |
|             | Leucophanes milleri |
|             | |
|             | Leucophanes molleri |
|             | |
|             | Leucophanes naumannii |
|             | |
|             | Leucophanes octoblepharioides |
|             | |
|             | Leucophanes pucciniferum |
|             | |
|             | Leucophanes renauldii |
|             | |
|             | Leucophanes rodriguezii |
|             | |
|             | Leucophanes serratulum |
|             | |
|             | Leucophanes seychellarum |
|             | |
|             | Leucophanes unguiculatum |
|             | |
|             | Leucophanes vitianum |
|             | |

|  | Leucophanes angustifolium     |
|  |                               |
|  | Leucophanes candidum          |
|  |                               |
|  | Leucophanes glaucum           |
|  |                               |
|  | Leucophanes hildebrandtii     |
|  |                               |
|  | Leucophanes milleri           |
|  |                               |
|  | Leucophanes molleri           |
|  |                               |
|  | Leucophanes naumannii         |
|  |                               |
|  | Leucophanes octoblepharioides |
|  |                               |
|  | Leucophanes pucciniferum      |
|  |                               |
|  | Leucophanes renauldii         |
|  |                               |
|  | Leucophanes rodriguezii       |
|  |                               |
|  | Leucophanes serratulum        |
|  |                               |
|  | Leucophanes seychellarum      |
|  |                               |
|  | Leucophanes unguiculatum      |
|  |                               |
|  | Leucophanes vitianum          |
|  |                               |